# Rational Emotive Behavior Therapy
Rational Emotive Behavior Therapy eller Rationel-emotiv adfærdsterapi (ofte forkortet REBT), er en humanistisk-konstruktivistisk empirisk og filosofisk forankret psykoterapi og den er en af de mest indflydelsesrige former for kognitiv adfærdsterapi. Det teoretiske fundament for terapiformen blev oprindelig udviklet af den amerikanske psykolog Albert Ellis i midten af 1950'erne.